# Benito Jerónimo Feijoo

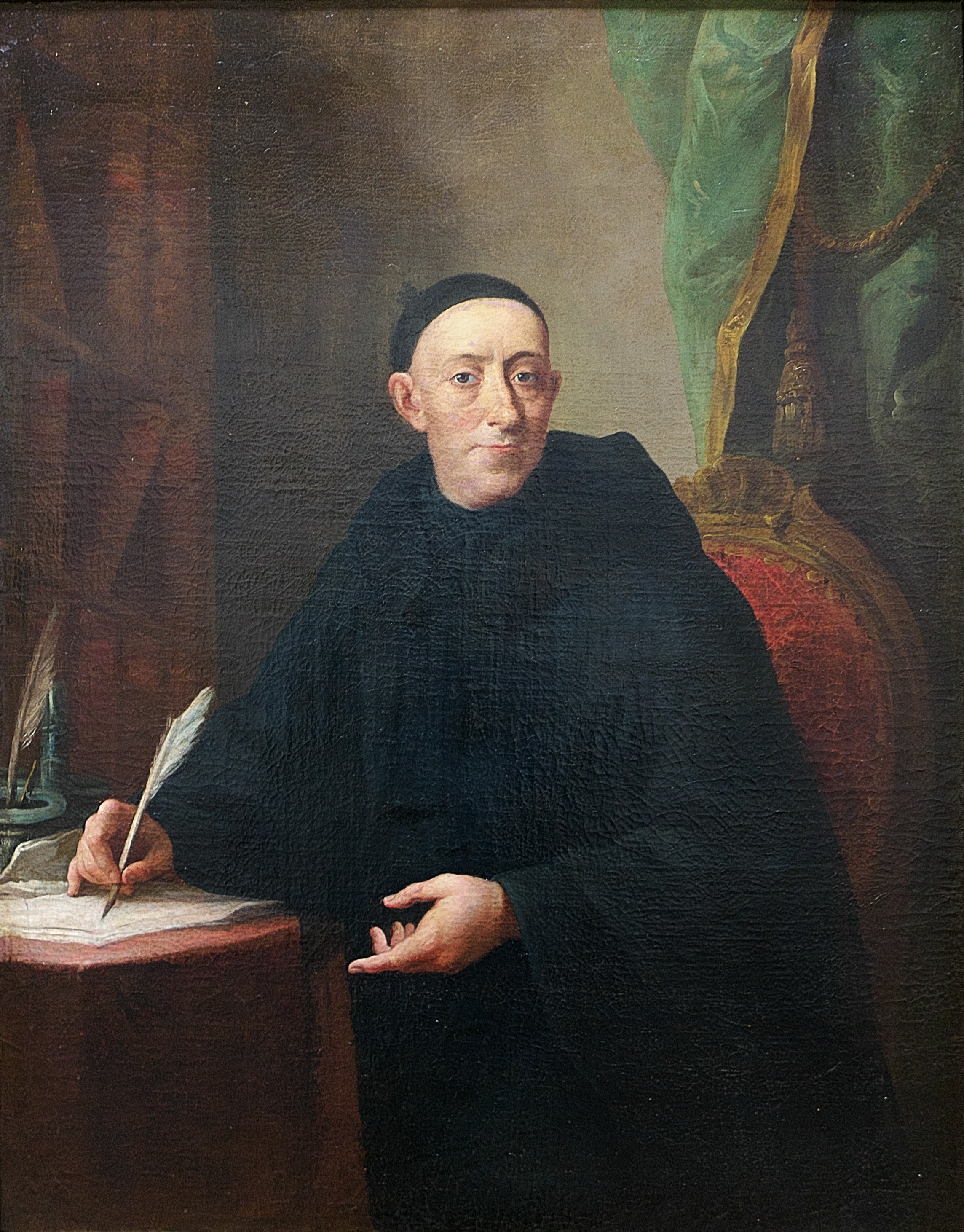
Benito Jerónimo Feijoo

Benito Jerónimo Feijoo y Montenegro (n. 8 octombrie 1676 - d. 26 septembrie 1764) a fost un călugăr și scriitor spaniol.
A scris eseuri în domenii diverse (știință, literatură, etică, filozofie) prin care a popularizat ideile de largă circulație ale epocii, combătând superstițiile maselor largi și rutina oamenilor de știință.
Stilul scrierii este clar și elegant, impregnat de neologisme.

## Opera
- 1726/1739: Teatrul critic universal ("Teatri crítico universal")
- 1742/1760: Scrisori erudite și ciudate ("Cartas erúditas y curiosas")